# Sturmia convergens
Sturmia convergens là một loài ruồi trong họ Tachinidae.